# Boophis erythrodactylus
Boophis erythrodactylus (Guibé, 1953) è una rana della famiglia Mantellidae, endemica del Madagascar.

## Descrizione
Boophis erythrodactylus è una rana di piccole dimensioni (24–25 mm per i maschi, e fino a 33 mm per le femmine). 
Il dorso è di colore verde brillante con numerose piccole macchie rosse bordate di giallo. Una linea gialla si dirige dalla narice verso l'occhio. Una seconda linea dall'occhio, passa sopra il timpano per raggiungere la parte posteriore della spalla.  Alcuni esemplari hanno macchie scure sugli arti e attorno alle narici. Le punte delle dita e dei piedi sono rossastre, soprattutto nelle femmine. Il ventre è bluastro. La pelle è finemente granulosa nei maschi e liscia nelle femmine.

## Distribuzione e habitat
La specie è presente in diverse località del Madagascar centro-orientale, tra cui il parco nazionale di Andasibe-Mantadia e il parco nazionale di Ranomafana, e in un'unica località ad ovest, nella regione di Morafenobe.
Vive nella foresta pluviale tra 1000 e 1100 m di altitudine.

## Biologia
Il maschio emette il suo richiamo durante la notte, da postazioni collocate nella vegetazione in prossimità dei corsi d'acqua, a 1–3 m di altezza.
Il canto di richiamo consiste di una serie da 4 a 14 click emessi in rapida successione.